# Теуцій-Мегереуш
Теуцій-Мегереуш (рум. Tăuții-Măgherăuș) — місто у повіті Марамуреш в Румунії. Адміністративно місту підпорядковані такі села (дані про населення за 2002 рік):
- Бейца (1806 осіб)
- Бозинта-Маре (595 осіб)
- Бушаг (543 особи)
- Мерішор (252 особи)
- Ністру (1088 осіб)
- Улмоаса (197 осіб)

Місто розташоване на відстані 412 км на північний захід від Бухареста, 8 км на захід від Бая-Маре, 99 км на північ від Клуж-Напоки.

## Населення
За даними перепису населення 2002 року у місті проживали 6713 осіб.
Національний склад населення міста:
| Національність | Кількість осіб | Відсоток |
| -------------- | -------------- | -------- |
| румуни         | 5660           | 84,3%    |
| угорці         | 969            | 14,4%    |
| цигани         | 70             | 1,0%     |
| німці          | 10             | 0,1%     |
| українці       | 4              | 0,1%     |

Рідною мовою назвали:
| Мова       | Кількість осіб | Відсоток |
| ---------- | -------------- | -------- |
| румунська  | 5776           | 86,0%    |
| угорська   | 928            | 13,8%    |
| німецька   | 5              | 0,1%     |
| українська | 3              | < 0,1%   |
| циганська  | 1              | < 0,1%   |

Склад населення міста за віросповіданням:
| Релігія                                       | Кількість осіб | Відсоток |
| --------------------------------------------- | -------------- | -------- |
| православні                                   | 5258           | 78,3%    |
| римо-католики                                 | 814            | 12,1%    |
| греко-католики                                | 264            | 3,9%     |
| реформати                                     | 238            | 3,5%     |
| п'ятдесятники                                 | 37             | 0,6%     |
| баптисти                                      | 12             | 0,2%     |
| адвентисти                                    | 7              | 0,1%     |
| унітарії                                      | 3              | < 0,1%   |
| лютерани (Синодально-пресвітеріанська церква) | 2              | < 0,1%   |
| бретрени                                      | 1              | < 0,1%   |
| не релігійні                                  | 1              | < 0,1%   |
| атеїсти                                       | 1              | < 0,1%   |
| не вказали релігію                            | 1              | < 0,1%   |

## Зовнішні посилання
- Дані про місто Теуцій-Мегереуш на сайті Ghidul Primăriilor